# ماد دوغ ماكري
ماد دوغ ماكري (بالإنجليزية: Mad Dog McCree)‏ ، هي لعبة فيديو إلكترونية من نوع تصويب المسدس الخفيف والفيلم التفاعلي، أنتجها ونشرها شركة أميركان ليزر غيمز سنة 1990م، وتعمل على عدة أنظمة التشغيل منذ عقد 1990 وعقد 2000 وعقد 2010 ، وهي من أقوى العاب الفيديو ذات فيلم مسجل. in 1990.

## قصة الفيلم
تبدأ قصة الفيلم ذات شخصية داخل تصويب منظور الشخص الأول في فيلم تفاعلي داخل منطقة رعاة البقر في الغرب الأمريكي القديم، ويلقب شخصية بطل اللعبة ستراينجر (stranger) ، حيث يواجه هذه الشخصية الغامضة الكثير من مجرمي رعاة البقر وعلى رأسهم الملقب ماد دوغ (Mad Dog) وتعني الكلب المجنون، ويهدف ستراينجر لتحرير البلدة من المجرمين عن طريق قتلهم وتحرير رجل الشرطة المسجون من قبل العصابات وتحرير المرأة الذي خطفه ماد دوغ.